# Carl Biester
Carl (Karl) Biester (ur. 1 października 1788 w Berlinie, zm. 13 kwietnia 1853 w Braniewie) – niemiecki filolog klasyczny, profesor w Liceum Hosianum w Braniewie.

## Życiorys

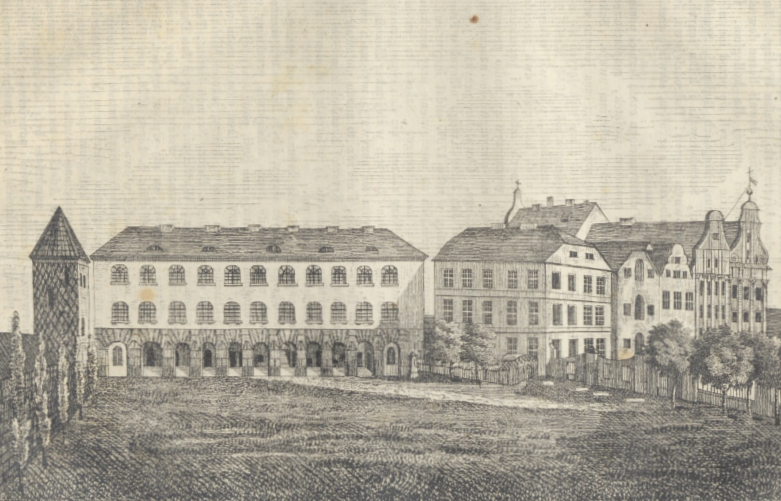
Dziedziniec uczelni, z którą od 1820 do śmierci był związany Carl Biester

Ojciec Carla, Johann Erich Biester, był uznanym berlińskim dziennikarzem, bibliotekarzem i popularyzatorem nauki. Carl uczęszczał najpierw do ewangelickiego gimnazjum Zum Grauen Kloster w Berlinie. W latach 1805–1809 studiował na uniwersytetach w Getyndze i w Halle. Po próbie wstąpienia w 1809 do oddziałów ochotniczych (freikorpsu) majora Ferdinanda von Schilla trafił się do francuskiej niewoli. Po zwolnieniu z aresztu w Magdeburgu kontynuował studia w Halle i w Berlinie. Następnie wyjechał do Wiednia, gdzie utrzymywał ożywione kontakty m.in. z Friedrichem Schleglem, Josephem von Hammer i Theodorem Körnerem. W Wiedniu przyjął posadę sekretarza i literata domowego u polskiego magnata. W tym czasie przeszedł na katolicyzm. Następnie do 1820 roku służył jako oficer w korpusie inżynieryjnym. Ze względów rodzinnych szukał jednak pracy w cywilu, i dlatego przyjął posadę nauczyciela (Oberlehrer) w dalekim Braniewie w Prusach Wschodnich. Do Braniewa zabrał ze sobą matkę, która po śmierci ojca, chciała resztę życia spędzić przy synu (matka umiera w Braniewie w 1826). Carl przez następne 26 lat (1920–1846) pracował jako nauczyciel gimnazjum w Braniewie (Königlich-Katholisches Gymnasium in Braunsberg). Jego zapał i wiedza i gorliwość cieszyła się wielkim szacunkiem zarówno wśród kadry nauczycielskiej, jak i samych uczniów. W gimnazjum pracował za czasów dyrektorów Schmüllinga i Gerlacha. Po śmierci tego ostatniego ministerium powierzyło mu przez rok zarządzanie szkołą. Na Wielkanoc 1846 roku otrzymał nominację na profesora języków starożytnych w Liceum Hosianum, będąc pierwszym profesorem nowo utworzonej katedry. W 1850 uzyskał stopień doktora na Uniwersytecie w Królewcu. Pracę przerwała jego śmierć 3 lata później, 13 kwietnia 1853 roku o godzinie 4 nad ranem.
Na stanowisku profesora filologii klasycznej jego następcą został mianowany Franz Beckmann.